# Michael Bond
Michael Bond CBE (født 13. januar 1926 i Newbury, Berkshire, død 27. juni 2017) var en engelsk forfatter, mest kendt for sin Bjørnen Paddington-serie.

### Paddington-serien
- 1958 A Bear Called Paddington. London: Collins.[3]
- 1959 More About Paddington. London: Collins.
- 1960 Paddington Helps Out. London: Collins.
- 1961 Paddington Abroad. London: Collins.
- 1962 Paddington at Large. London: Collins.
- 1964 Paddington Marches On. London: Collins.
- 1966 Paddington at Work. London: Collins.
- 1968 Paddington Goes to Town. London: Collins.
- 1970 Paddington Takes the Air. London: Collins. ISBN 0-00-675379-5
- 1972 Paddington's Garden. London: Collins. ISBN 0-394-82643-4
- 1973 Paddington's Blue Peter Story Book (sometimes titled as Paddington Takes to TV). London: Collins. ISBN 0-563-12356-7
- 1974 Paddington on Top. London: Collins. ISBN 0-00-675377-9
- 1975 Paddington at the Tower. London: Collins. ISBN 0-00-734141-5
- 1979 Paddington Takes the Test. London: Collins. ISBN 0-06-231240-5
- 1980 Paddington on Screen. London: Collins. ISBN 0-440-40029-5
- 1984 Paddington at the Zoo. London: Collins. ISBN 0-00-664744-8
- 1986 Paddington at the Palace. New York: Putnam. ISBN 0-00-710440-5
- 1987 Paddington's Busy Day. London: Collins. ISBN 0-00-181182-7
- 1992 A Day by the Sea ISBN 0-00-674310-2
- 2001 Paddington in the Garden. London: Collins. ISBN 0-06-231844-6
- 2003 Paddington and the Grand Tour. London: Collins. ISBN 0-00-712313-2
- 2008 Paddington Rules the Waves. New York: HarperCollins. ISBN 978-0-00-726765-1
- 2008 Paddington Here and Now. New York: HarperCollins. ISBN 978-0-06-147364-7[4]
- 2012 Paddington Races Ahead. New York: HarperCollins. ISBN 978-0-00-745884-4
- 2012 Paddington Goes for Gold. New York: HarperCollins. ISBN 978-0-00-745884-4
- 2014 Love From Paddington. New York: HarperCollins. ISBN 978-0-06-236816-4[5]
- 2017 Paddington's Finest Hour. New York: HarperCollins. ISBN 978-0-06-266972-8[6]
- 2018: Paddington at St Paul's. New York: HarperCollins.[7]
- 2018: Paddington Turns Detective and Other Funny Stories. ISBN 978-0-00-827980-6

### Olga da Polga-serien

#### Bøger
- 1971 The Tales of Olga da Polga. ISBN 0-14-030500-9
- 1973 Olga Meets Her Match. ISBN 0-582-16042-1
- 1976 Olga Carries On. ISBN 0-7226-5230-5
- 1982 Olga Takes Charge. ISBN 0-7226-5779-X
- 1987 The Complete Adventures of Olga Da Polga (omnibus). ISBN 0-440-00981-2
- 1993 The Adventures of Olga Da Polga (omnibus). ISBN 0-14-036502-8
- 2001 Olga Moves House. ISBN 0-19-275129-8
- 2002 Olga Follows Her Nose. ISBN 0-19-275246-4
- 2002 The Best of Olga Da Polga (omnibus). ISBN 0-19-275256-1

#### Billedbøger
- 1975 Olga Counts Her Blessings. ISBN 0-14-050148-7
- 1975 Olga Makes a Friend. ISBN 0-14-050152-5
- 1975 Olga Makes a Wish. ISBN 0-14-050146-0
- 1975 Olga Makes Her Mark. ISBN 0-14-050149-5
- 1975 Olga Takes a Bite. ISBN 0-14-050150-9
- 1975 Olga's New Home. ISBN 0-14-050147-9
- 1975 Olga's Second House. ISBN 0-14-050151-7
- 1975 Olga's Special Day. ISBN 0-14-050153-3
- 1983 The First Big Olga da Polga Book (omnibus). ISBN 0-582-25063-3
- 1983 The Second Big Olga da Polga Book (omnibus). ISBN 0-582-25064-1

### Monsieur Pamplemousse-serien
- 1983 Monsieur Pamplemousse. ISBN 0-340-33142-9
- 1985 Monsieur Pamplemousse and the Secret Mission. ISBN 0-340-36034-8
- 1986 Monsieur Pamplemousse on the Spot. ISBN 0-340-37364-4
- 1987 Monsieur Pamplemousse Takes the Cure. ISBN 0-340-40331-4
- 1989 Monsieur Pamplemousse Aloft. ISBN 0-449-90455-5
- 1990 Monsieur Pamplemousse Investigates. ISBN 0-340-51341-1
- 1991 Monsieur Pamplemousse Rests His Case. ISBN 0-449-90639-6
- 1992 Monsieur Pamplemousse Stands Firm. ISBN 0-7472-3849-9
- 1992 Monsieur Pamplemousse on Location. ISBN 0-7472-0673-2
- 1993 Monsieur Pamplemousse Takes the Train. ISBN 0-7472-0935-9
- 1998 Monsieur Pamplemousse Omnibus Volume One. ISBN 0-7490-0352-9
- 1999 Monsieur Pamplemousse Omnibus Volume Two. ISBN 0-7490-0442-8
- 1999 Monsieur Pamplemousse Afloat. ISBN 0-7490-0347-2
- 1999 Monsieur Pamplemousse Omnibus Volume Three. ISBN 0-7490-0442-8
- 2000 Monsieur Pamplemousse on Probation. ISBN 0-7490-0463-0
- 2002 Monsieur Pamplemousse on Vacation. ISBN 0-7490-0532-7
- 2003 Monsieur Pamplemousse Hits the Headlines. ISBN 0-7490-0622-6
- 2006 Monsieur Pamplemousse and the Militant Midwives. ISBN 0-7490-8277-1
- 2007 Monsieur Pamplemousse and the French Solution. ISBN 978-0-7490-8022-8
- 2011 Monsieur Pamplemousse and the Carbon Footprint. ISBN 978-0-7490-0908-3
- 2015 Monsieur Pamplemousse and the Tangled Web. ISBN 978-0-7490-1626-5

### Andre bøger
- 1966 Here Comes Thursday.
- 1968 Thursday Rides Again.
- 1969 Thursday Ahoy!
- 1971 Thursday in Paris. ISBN 0-245-50647-0
- 1971 Michael Bond's Book of Bears (editor). ISBN 0-361-01738-3
- 1972 The Day the Animals Went on Strike. ISBN 0-289-70187-2
- 1975 Windmill. ISBN 0-289-70452-9
- 1975 How to Make Flying Things (nonfiction). ISBN 0-289-70555-X
- 1975 Mr. Cram's Magic Bubbles (picture book). ISBN 0-14-050072-3
- 1980 Picnic on the River. ISBN 0-00-123538-9
- 1980 J. D. Polson and the Liberty Head Dime. ISBN 0-7064-1381-4
- 1981 J. D. Polson and the Dillogate Affair. ISBN 0-340-27068-3
- 1983 The Caravan Puppets. ISBN 0-00-184135-1
- 1986 Oliver the Greedy Elephant (picture book with Paul Parnes). ISBN 0-307-15242-1
- 1987 The Pleasures of Paris (guidebook). ISBN 1-85145-107-2
- 1988 A Mouse Called Thursday (omnibus). ISBN 1-85152-085-6
- 1992 Something Nasty in the Kitchen (picture book). ISBN 0-00-674311-0
- 1996 Bears and Forebears: A Life So Far (autobiography). ISBN 0-00-255704-5